# Alfeoïdeus
Els alfeoïdeus (Alpheoidea) són una superfamília de crustacis decàpodes de l'infraordre dels carideus. La família més característica de la Mediterrània occidental és la dels alfèids, amb la gambeta Alpheus glaber com l'espècie més comuna.

## Taxonomia
La superfamília Alpheoidea inclou 1.155 espècies en vuit famílies:
- Família Alpheidae Rafinesque, 1815
- Família Barbouriidae Christoffersen, 1987
- Família Bythocarididae Christoffersen, 1987
- Família Hippolytidae Spence Bate, 1888
- Família Lysmatidae Dana, 1852
- Família Merguiidae Christoffersen, 1987
- Família Ogyrididae Holthuis, 1955
- Família Thoridae Kingsley, 1879

## Referències

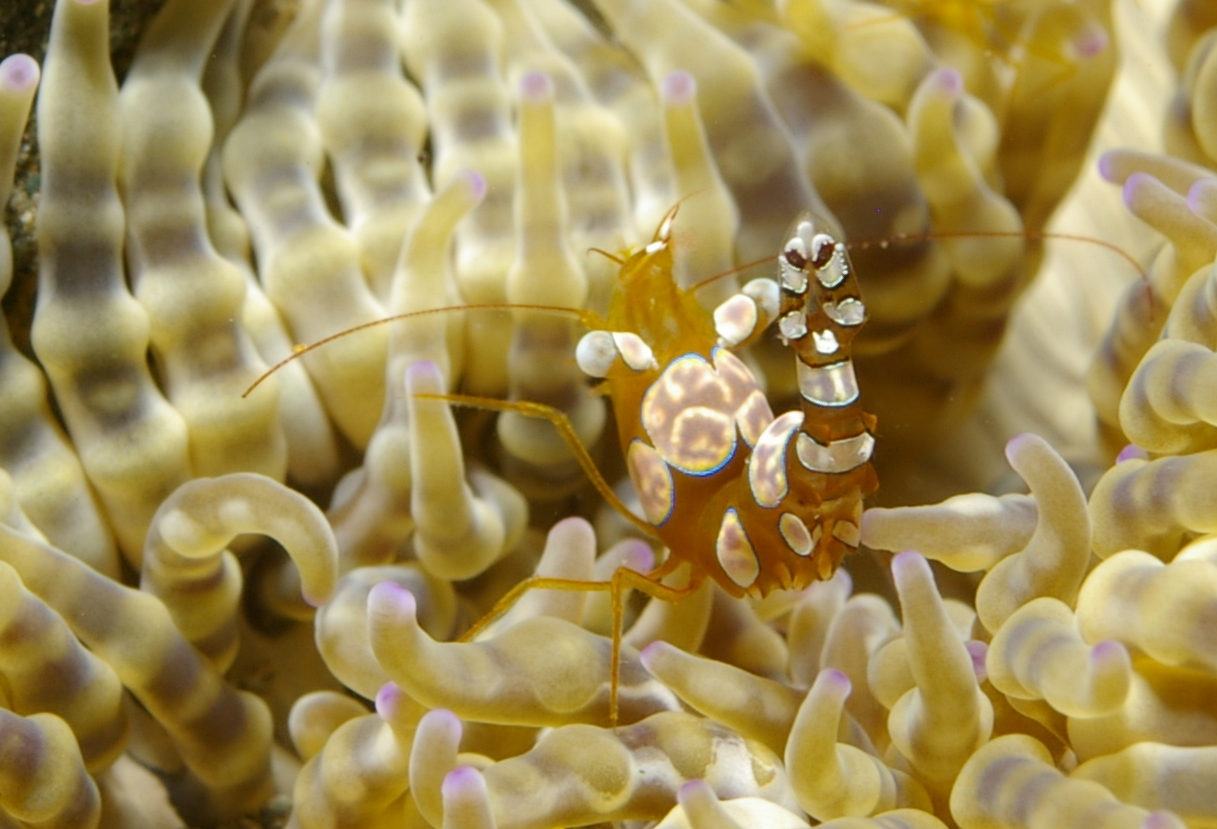
Thor amboinensis.